# Keteleeria fortunei
Keteleeria fortunei (chino: 油杉, you shan) es una especie de conífera perenne nativo del norte de Vietnam, Hong Kong, y China en las provincias de Fujian, Guangdong, Guangxi, Guizhou, Hunan, Jiangxi, Yunnan, y Zhejiang. El árbol crece en colinas, montañas y en bosques en altitudes de 200-1400 m. La especie fue nombrada en honor del botánico escocés Robert Fortune, que descubrió el árbol en 1844.

## Descripción
Alcanza los 25-30 m de altura y su tronco de 10 cm de diámetro, formando una corona piramidal con ramas horizontales. La corteza es gris-marrón rugosa. Las hojas en forma de aguja son de 1.2-3 cm de longitud y 2-4 mm de ancho, de color verde oscuro brillante por arriba y más pálido por debajo con 12-17 líneas de estomas. Las piñas son cilíndricas de 6-18 cm de longitud y 3-5 cm de ancho, sin abrir y de 7.5 cm de ancho cuando han abierto.

## Taxonomía
Keteleeria fortunei fue descrita por (A.Murray) Carrière y publicado en Encyclopédie Méthodique. Botanique ... Supplément 5(1): 35. 1817.
Sinonimia
- Abies fortunei (A.Murray bis) A.Murray bis
- Abies jezoensis Lindl. & Paxton
- Abietia fortunei (A.Murray bis) A.H.Kent
- Keteleeria cyclolepis Flous
- Keteleeria oblonga W.C.Cheng & L.K.Fu
- Picea fortunei A.Murray bis
- Pinus fortunei (A.Murray bis) Parl.
- Pseudotsuga fortunei (A.Murray bis) W.R.McNab[3][4]